# Dolînivka, Kompaniivka
Dolînivka (în ucraineană Долинівка) este un sat în comuna Poltavka din raionul Kompaniivka, regiunea Kirovohrad, Ucraina.

## Demografie
Componența lingvistică a localității Dolînivka
     Ucraineană (90,8%)
     Română (7,36%)
     Rusă (1,84%)
Conform recensământului din 2001, majoritatea populației localității Dolînivka era vorbitoare de ucraineană (90,8%), existând în minoritate și vorbitori de română (7,36%) și rusă (1,84%).